# Terremoto de Almería de 1804
El terremoto de Almería 1804 fue un evento sísmico altamente destructivo acaecido en la provincia de Almería, al sur de España, el 25 de agosto de 1804, a las 20:25 hora local. El principal terremoto tuvo una magnitud estimada de 6,4. Se estima que murieron alrededor de unas 400 personas.

## Emplazamiento tectónico
El sur de España se encuentra en una zona de compresión causada por el borde convergente entre las placas de Nubia e ibérica. La frontera exacta entre ambas placas sigue, a día de hoy, poco clara. La seismicidad en la zona conocida como Zona de Cizalla Oriental Bética es alta, con un área de unos 400 kilómetros de diámetro. No son frecuentes los terremotos de una magnitud mayor a 4,5, pero sí que han sido históricamente destructivos. La ciudad de Almería ha sufrido grandes daños en otros episodios sísmicos ocurridos en 1487, 1522, 1658, 1804 y 1910. Los terremotos asociados a esta falla presentan un deslizamiento lateral. murieron a causa de un terremoto llamado dalías

## Terremoto
Los terremotos en la zona de Almería están asociados a sendas fallas en direcciones noroeste-surteste y norte-sur. El cabalgamiento que se encuentra en el mar de Alborán se asocia con el terremoto de 1522. Antes del movimiento principal en agosto, ya se produjo el 13 de enero del mismo año otro terremoto de cierta importancia. Su epicentro se localizó a unos 40 kilómetros al sur-suroeste de Motril. Esta localidad sufrió daños que correspondían a una escala VII–VIII en la escala macrosísmica europea, con una magnitud de 6,3. Basándose en los datos macrosísmicos disponibles, el epicentro se produjo aproximadamente en el mar de Alborán o cerca de la localidad de Dalías, la cual resultó gravemente dañada.

## Daños
El pueblo de Dalías sufrió los mayores daños y pérdidas. Todos los edificios de la localidad fueron destruidos, y perecieron un total de 267 personas. Estos daños corresponden a una intensidad VIII–IX en la España europea. Se produjeron tres fuertes réplicas en los 45 minutos posteriores, además de haberse sentido varias más de baja intensidad. También se sintieron hasta de cinco movimientos en la localidad de Albuñol. Fueron destruidas un total de 2 500 viviendas y más de 4 000 fueron dañadas.
En Berja, muchas casas fueron destruidas, a la vez que se derrumbaron muros y torres de varias iglesias. Este episodio se saldó con unos 40 fallecidos, muchos de ellos mientras huían de los edificios en los que se encontraban. En las llanuras aledañas se reportaron graves daños, con muchos edificios que quedaron en ruinas, la iglesia de la Anunciación entre ellos.
La ciudad de Almería sufrió un seísmo de intensidad VII, provocando grietas en los edificios. El pánico general causado provocó que el ayuntamiento tuviera que promulgar una nueva normativa para mantener el orden público. En la cercana Murcia, la actividad religiosa fue prohibida en lo que hoy se conoce como Yacimiento arqueológico de San Esteban debido a los escombros.
Se registraron cuatro fallecidos en Canjáyar, donde hasta sesenta viviendas fueron destruidas, aunque hubo de derruir hasta 120 viviendas y una iglesia. También hubo derrumbamientos en Roquetas de Mar, donde se evaluó la intensidad como de categoría VIII. Tanto la iglesia como el ayuntamiento de la localidad sufrieron grietas en los suelos. La iglesia de Adra sufrió daños pero pudo permanecer abierta, aunque se tuvieron que reconstruir los dos pisos más altos.
La zona de la Alpujarra también sufrió daños de consideración. En Turón hubo de derribarse varias viviendas. Muchas estructuras en Albuñol fueron afectadas, incluyendo las torres de una iglesia. Se observaron fisuras y deslizamientos de tierra en las montañas cercanas. A pesar de todo ello, tan sólo hubo que lamentar dos heridos. Una casa fue destruida en Ohanes, con los corrimientos de tierra que causaron más daños a otros edificios.
Según la información oficial ofrecida por el gobierno, el número total de fallecidos fue de 173, pero un estudio posterior realizado por el Instituto Geográfico Nacional proponía una cifra mayor a los 200. Sumando los números de las localidades de Berja, Canjáyar, Roquetas de Mar y Dalías se obtienen más de 400. La Gaceta de Madrid citaba un total de 407. Estas grandes pérdidas hicieron que el gobierno central ordenara exenciones de impuestos a las poblaciones de Almería, Berja, Dalias, Vícar, Roquetas, Canjáyar, Adra, Ugíjar, Motril y Turón.